# Geschiedenis van de atlascartografie

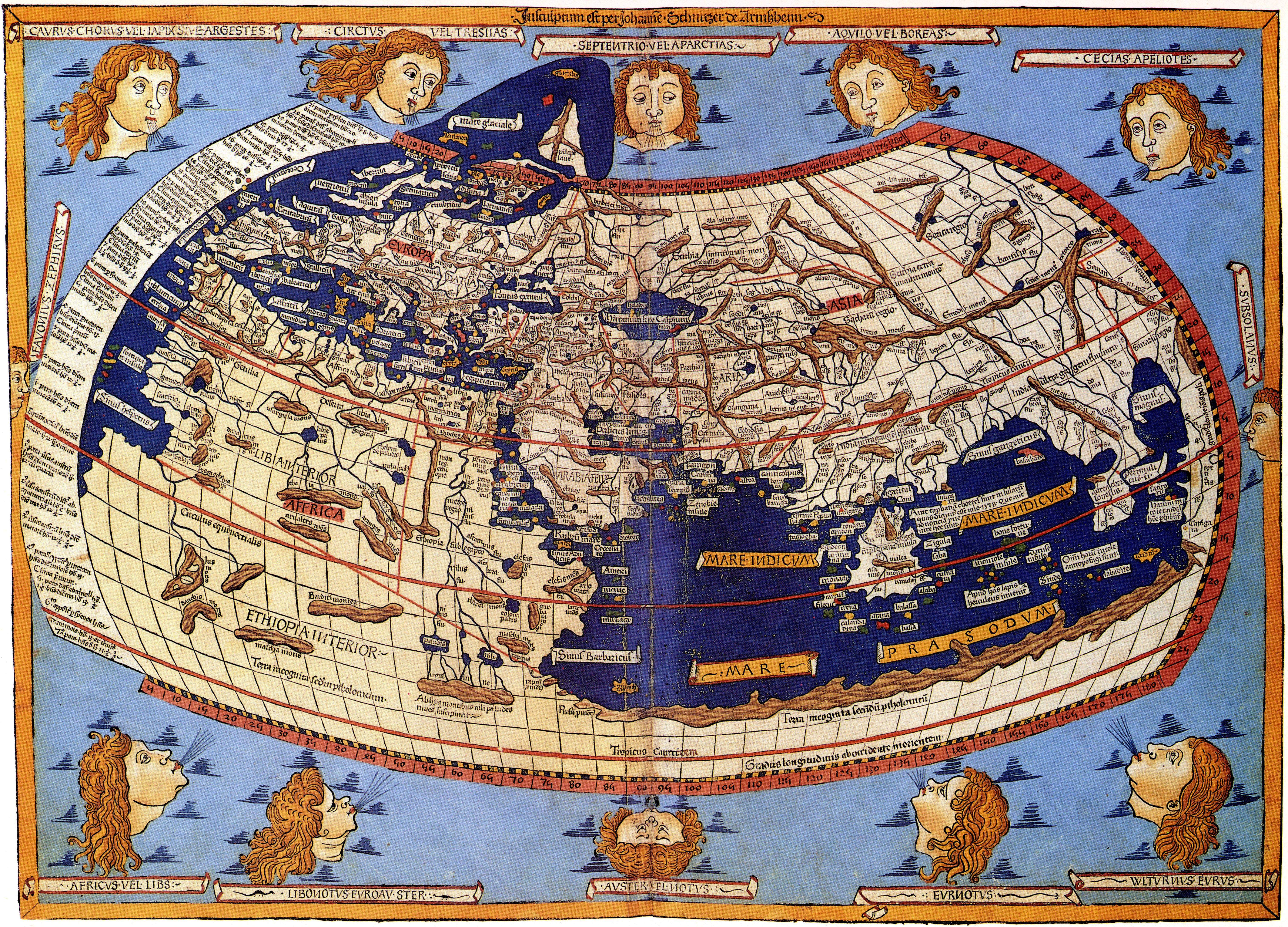
Wereldkaart uit 1482, gebaseerd op Ptolemaeus

Het begin van de grote ontdekkingsreizen luidde een nieuwe ontwikkeling van de cartografie in. Tot in de 15e eeuw waren landkaarten gebaseerd op het klassieke werk van Ptolemeus (2e eeuw n.C.) en "atlassen" willekeurige verzamelingen van samengebonden kaarten. Een van de vroegste, mogelijk zelfs de eerste, atlas die dat predicaat daadwerkelijk verdient was de nautische atlas van Battista Agnese uit Genua.
Hij vervaardigde tussen 1536 en 1564 handgetekende perkamenten wereldatlassen. De atlas bevat verschillende kaarten van de nieuwe werelddelen. Agnese had niet de gewoonte, zoals later gebruikelijk zou worden, om onbekende gedeeltes van de wereld te vullen met fantasievolle verwachtingen van nog te ontdekken land. Hij tekende de wereld zoals deze op dat moment bekend was. Van zijn atlassen zijn nog 71 exemplaren bewaard gebleven.

## 1500 - 1800

### Nederlanden

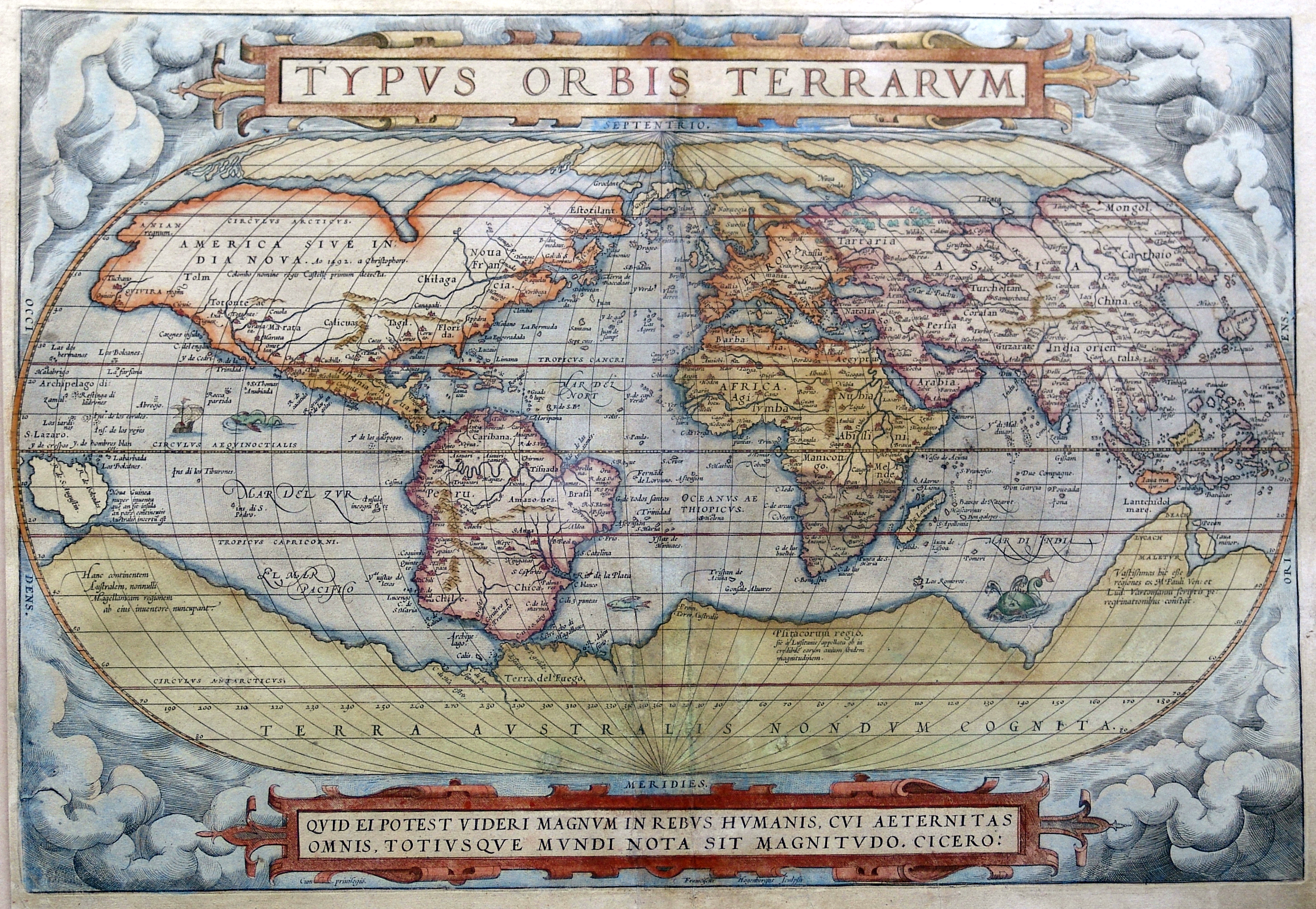
Wereldkaart uit 1572 van Ortelius

De eerste atlas, in de zin van een boek dat in een zekere oplage bij een uitgever verschijnt en kaarten van gelijk formaat bevat die speciaal voor die uitgave zijn vervaardigd, was het Theatrum Orbis Terrarum ( = wereldtoneel) van Abraham Ortelius (1527-1598), verschenen te Antwerpen in 1570, een folioatlas met 70 actuele kaarten die inhoudelijk op elkaar waren afgestemd. Er zijn 41 edities van bekend die tot 1612 in verschillende talen werden gepubliceerd. Een soortgelijke atlas was die van Gerard de Jode en Cornelis de Jode:Speculum Orbis Terrarum (= spiegel van de wereld, Antwerpen, 1578) met 36 kaarten (2de druk 1593, 52 kaarten).
De eerste die "atlas" als titel voor een dergelijk werk gebruikte, was de uit Rupelmonde in Vlaanderen afkomstige Gerardus Mercator (1512-1594, thans nog bekend van de gelijknamige projectie, 1569), die de kort na zijn dood uitgegeven Atlas, sive Cosmographicae Meditationes de Fabrica Mundi et Fabricati Figura (= atlas, of cosmografische verkenningen van de wereld en de gedaante daarvan) creëerde (Duisburg,1595, 106 kaarten, 2de druk, Düsseldorf, 1602).
De koperplaten werden in 1604 verkocht aan het bedrijf van de uit Vlaanderen afkomstige Jodocus (Josse) Hondius (1563-1612) te Amsterdam, die de atlas van Mercator in 1606 met 36 nieuwe kaarten uitbreidde; tot 1636 verschenen nieuwe, vermeerderde edities in verschillende talen. Succesvol was eveneens de door Hondius gepubliceerde beknopte editie van Mercators atlas, de Atlas Minor (= kleine atlas, Amsterdam 1607 en later). Amsterdam was in de wereld het middelpunt van de cartografie geworden.
De compagnon van Hondius, Johannes Janssonius uit Arnhem (1588-1664), gaf in 1638 de tweedelige Novus Atlas (= nieuwe atlas) uit, die in 1658 tot zes delen in vijf verschillende edities was uitgegroeid. Eveneens te Amsterdam gevestigd was het cartografische bedrijf gesticht door Willem Jansz. Blaeu (1571-1638) uit Alkmaar. Dit bedrijf hield zich eerst sinds 1629 met de uitgave van atlassen bezig, aanvankelijk met supplementen op de atlassen van Ortelius en Mercator. In 1634 verscheen bij Blaeu een tweedelige wereldatlas, Novus Atlas met 208 kaarten, die in 1655 een omvang van zes delen met 400 kaarten had aangenomen. Het hoogtepunt vormde evenwel de door Blaeus zoon Joan (1598-1673) geredigeerde Atlas Maior, in verschillende internationale edities in 9-12 delen met ca. 600 kaarten / platen vanaf 1662 verschenen.
Ook in Amsterdam gevestigd was Frederik de Wit (1630-1706), die gold als een van de belangrijkste uitgevers van kaarten in de 2de helft van de 17e eeuw. Zijn atlassen zijn meestal ongedateerd en dragen slechts de titel Atlas of Atlas Maior en bevatten in de oudere edities ook kaarten van Janssonius of Blaeu. Bekend is zijn zeeatlas Orbis Maritimus ofte Zee-atlas met 27 kaarten. De uitgave van zeeatlassen was overigens al van eerdere datum: reeds in 1584/85 was bij Plantijn te Leiden de Spieghel der Zeevaerdt (2 delen met elk 23 kaarten) van Lucas Jansz. Waghenaer (1533-1606) verschenen. Ook bij anderen verschenen zeeatlassen, bijvoorbeeld bij Blaeu: Het Licht der Zee-Vaert (1608, 42 kaarten) en Zeespiegel (1623, met 111 kaarten), bij Pieter Goos (1615-1675) te Amsterdam: Zeespiegel (2 dln., 21 edities in drie talen tussen 1650 en 1678) en Zee-atlas ofte Waterweereld (1666, 40 kaarten) en bij Johannes van Keulen (1654-1715): Groote Nieuwe Zee-atlas (Amsterdam, 1680, met ca. 150 kaarten).

#### Kaarten

Kaart van het Romeinse Rijk. Abraham Ortelius, ca. 1579.
Kaart van het Middellandse Zeegebied. Abraham Ortelius, ca. 1594.
Kaart van Gerard Mercator, ca. 1595.
Kaart met twee hemisferen. Henricus Hondius, ca. 1630.
Wereldkaart met Amerika. Willem Jansz Blaeu en Josua van den Ende.
Kaart van Letland, uitgegeven door Joan Blaeu en Cornelis Blaeu, ca. 1640.
Kaart uitgegeven door Joan Blaeu, ca. 1662.
Kaart van de Russische gebieden. Nicolaes Jansz Visscher, na 1677.
Kaart van IJsland. Uitgegeven door Janssoons van Waesberge en Steven Swart, ca. 1680.
Kaart van Europa. Frederick de Wit, ca. 1685.
Kaart met twee hemisferen. Uitgegeven door Gerhard Valk, ca. 1702.
Kaart van Finland. Frederick de Wit, ca. 1750.

### Frankrijk

Kaart door Guillaume Delisle. Uitgegeven door Covens en Mortier.

Met het einde van de Gouden Eeuw kwam ook een einde aan de leidende positie van de Nederlandse cartografie. Bestaande werken werden wel herdrukt maar steeds minder geactualiseerd. De Nederlandse hegemonie werd door Frankrijk overgenomen, dat vooraan ging op het terrein van wetenschap en kunst. Reeds in 1652 hadden Nicolas Sanson (1600-1667) en Pierre Mariette (1603-1657) een atlas het licht doen zien, in 1658 opgevolgd door de Cartes générales de toutes les parties du monde (Parijs, 1658, 113 kaarten, tot 1676 6 latere edities), die de Nederlandse atlassen aan betrouwbaarheid en actualiteit overtroffen. Door de toepassing van driehoeksmeting werd de nauwkeurigheid van de kaarten zeer vergroot. Een eerste voorbeeld daarvan zijn de atlassen van Nicolas de Fer (1646-1720), die zijn Atlas curieux ou le monde dressé (Parijs, 1699, twee delen met 295 kaarten en figuren) baseerde op de nieuwste landmeetkundige gegevens van de Académie des sciences en die bovendien nog kritisch liet toetsen door astronomen.
De Atlas Nouveau van Guillaume Delisle (1675-1726), die in 1730 in Amsterdam werd uitgegeven, telde 56 kaarten; in latere edities vermeerderd tot 138; Delisle onderhield contacten over de gehele wereld, onder meer met de Russische tsaar Peter de Grote, om origineel materiaal voor zijn kaarten te verzamelen.
De beroemde cartograaf Jean Baptiste Bourguignon d'Anville (1697-1782) maakte niet alleen gebruik van recente geodetische gegevens, maar verwerkte ook, na strenge toetsing, berichten van ontdekkingsreizigers. Bekend is zijn Atlas général (1780, met 46 bladkaarten en figuren).
Rigobert Bonne (1727-1794), die nog bekendheid geniet door de naar hem genoemde kaartprojectie, deed van zich spreken met de Atlas moderne ou collection de cartes sur toutes les parties du globe terrestre (Parijs, 1771) en de met Nicolas Desmarest (1725-1815) samengestelde 3-delige atlas bij de door Panckouke bewerkte nieuwe editie (Parijs, 1787/88) van de beroemde encyclopedie van Diderot en d'Alembert.
Overigens stelde Max Eckert-Greifendorff, dat "kaarten destijds niet zozeer als voortbrengselen van wetenschap als wel als kunstwerken, als schilderij of prent ("pictura") werden beschouwd, waarvan de randversieringen belangrijker waren dan de eigenlijke inhoud. Eerst tegen het einde van de 18e eeuw wordt de cartografie belangrijker bevonden dan de bijzaken en raakt de uitdrukking pictura op de achtergrond." Zo gaf in Frankrijk De Verlichting aanleiding tot het verschijnen van school- en zakatlassen, die van alle franje waren ontdaan, maar wetenschappelijk gefundeerd waren, bijvoorbeeld de Atlas moderne ou collection des cartes van De La Croix (Parijs, ca. 1762, met 37 kaarten en tekst). Maar ook de Franse cartografie raakte in verval en was in de 19e eeuw onbeduidend geworden.

### Engeland
Christopher Saxton was de grondlegger van de Engelse atlassen, in 1579 publiceerde hij de "Atlas of the Counties of England and Wales" het bevatte 35 kaarten. In 1612 bracht John Speed de atlas "The Theatre of the Empire of Great Britaine" uit. Deze werd opgevolgd door de atlas "Prospect Of the Most Famous Parts of the World" die in 1627 op de markt kwam.
De bekendste Engelse atlassen uit de 18e eeuw waren New and Compleat Atlas (1720, 27 kaarten) van Moll, New General Atlas (1721, 48 bladkaarten en figuren) van Senex, General Atlas (1770) en New Universal Atlas (1790) van Kitchin, General Atlas of the four grand quarters of the World (1778) van Faden, e.a. Ze halen echter niet de kwaliteit van de Franse atlassen in die periode.

### Duitsland
De wetenschappelijke waarde van de atlassen, die in de 18e eeuw in Duitsland verschenen, was beperkt. De bekendste cartograaf en uitgever was Johann Baptist Homann (1664-1724) uit Neurenberg, die in die periode verscheidene grote atlassen uitgaf, zoals Grosser Atlas über die ganze Welt uit 1716 met 126 kaarten. Zijn erfgenamen breidden het fonds verder uit, zoals met een driedelige Atlas geographicus maior (1740), die echter ook werk van derden bevatte. Een leerling van Homann, Mattias Seutter (1678-1756) uit Augsburg bracht diverse atlassen op de markt, zoals in 1720 een folioatlas in twee uitvoeringen, waarvan de uitgebreidste Atlas Geographicus 46 kaarten telde en meermalen werd herdrukt. In het algemeen is Seutters werk weinig origineel.

### Oostenrijk
Eerst tegen het einde van de 18e eeuw is er in Oostenrijk sprake van een eigen atlascultuur. Als bekendste werken kunnen gelden de Allgemeiner Grosser Atlas van Schrämbl (Wenen, 1786 en later, 133 kaarten) en de vermoedelijk uitgebreidste atlas aller tijden Schauplatz der fünf Theile der Welt, uitgegeven door F.J.J. von Reilly (Wenen, 1789 en later, met 830 bladkaarten en afbeeldingen, niet geheel voltooid).

## 1800 - 2000

### Duitsland

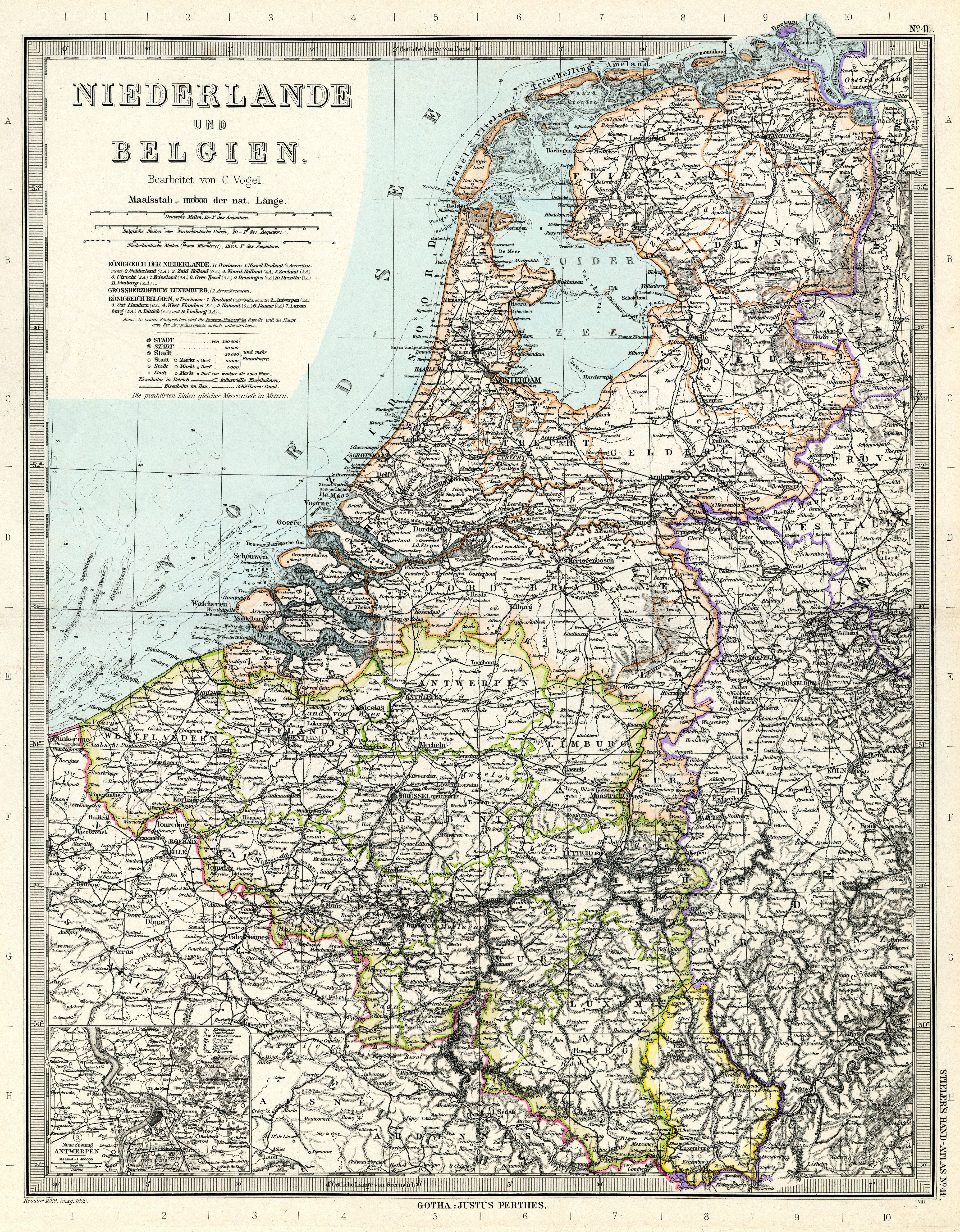
Nederland en België in Stielers Handatlas 1891.

In de 19e en de eerste helft van de 20e eeuw werd door de Duitse atlascartografie een dominante positie ingenomen. De productie van atlassen in Duitsland was tot ca. 1870 voornamelijk in Thüringen (Weimar, Gotha, Hildburghausen) geconcentreerd. Nadien voltrokken deze bezigheden zich met de vestiging van uitgeverijen als Velhagen & Klasing, Wagner & Debes en Bibliographisches Institut aldaar voornamelijk in boekhandelsstad Leipzig. Dat zou zo blijven tot 1945.
De kaarten waren vaak van de hand van een selecte groep graveurs (in het Duits "Stecher"), die als kleine zelfstandigen werkten waarbij het beroep van vader op zoon overging. Ze werkten voor verschillende uitgeverijen of waren zelf uitgever. Dit is er de oorzaak van dat men in de atlassen uit die tijd steeds weer op dezelfde persoonsnamen stuit.
Als techniek werd oorspronkelijk koperdruk gebruikt omdat dit de beste resultaten opleverde. Gaandeweg de 19e eeuw werd deze techniek vervangen door lithografie. De lithografie heeft onder andere als voordeel dat ook machinale kleurendruk mogelijk is.
Als een van de weinige bezigde Bibliographisches Institut, Hildburghausen, later Leipzig (zie onder) aanvankelijk de hardere "Stahlstich" die grotere oplagen toelaat. (In Engeland en Schotland werd de staalgravure, ook na de uitvinding van het galvaniseren van koperplaten rond 1840, overigens nog langere tijd toegepast.)
De belangrijkste atlas in de eerste helft van de 19e eeuw in Duitsland was de in 1807 voltooide Allgemeiner Hand-Atlas der ganzen Erde... uitgegeven door het Landes-Industrie-Comptoir c.q. Geographisches Institut (1791-1905) te Weimar. De latere titel van deze atlas was: Grosser Handatlas des Himmels und der Erde. In de periode 1820-45 gaf vooral C.F. Weiland (1782-1847) gestalte aan dit ca. 60×40 cm metende werk, van 1845-55 H. Kiepert (zie verderop) en ten slotte Carl en Adolf Gräf. De laatste editie verscheen vanaf 1880 als 49e druk.
Sinds 1815 verscheen bij uitgeverij Hinrichs in Leipzig de populaire Neuer Atlas der ganzen Erde, een kruising tussen een schoolatlas en een wereldatlas (die grens was vroeger minder scherp), als aanvulling op de aardrijkskundeboeken van Christian Gottfried Daniel Stein (1771-1830), vandaar dat sommige edities zijn uitgerust met de rugtitel Stein's Hand-Atlas. De laatstbekende druk, de 35e, verscheen in 1878.
In 1817 werd begonnen met de publicatie van Stielers Handatlas, genoemd naar Adolf Stieler (1775-1836). Deze atlas bestond uit 50 kaarten en werd voltooid in 1823. Zeker de latere edities zijn van wetenschappelijke betekenis maar kunnen evenzeer als kunstwerken gelden. Heel lang bleef men voor de kaarten van deze atlas aan de absolute kwaliteit van koperdruk vasthouden. De uitgever van Stielers Handatlas, uitgeverij Justus Perthes uit Gotha, opgericht in 1785, is daar nog steeds gevestigd. De uitgeverij stapte later dan zijn concurrenten over op lithografie, maar bleef dit overigens "Kupferstich" noemen.
Eigenlijk hebben alle kaarten uit de eerste helft van de 19e eeuw hetzelfde uiterlijk. Ze hebben dezelfde belettering, dezelfde rupsachtige, soms dennetakachtige weergave van gebergten. Süd-West Deutschland und Schweiz (1868) in de Stieler-atlas, ontworpen door C. Vogel (1828-97), kan als de eerste moderne atlaskaart worden beschouwd. Het zakelijke schrift door H. Eberhardt en de plastische gebergteweergave door W. Weiler vonden overal navolging. Maar het zou nog tot de 9e druk uit 1905 duren voordat alle kaarten in de Stieler op deze wijze waren uitgevoerd. Deze 9e editie, die voor het eerst in lithografie werd gerealiseerd, bevatte 100 kaarten. Dit was een verdubbeling van de omvang van de eerste druk uit 1823, en wordt druktechnisch als de beste Stieler beschouwd. De terreinweergave is in de vroege oplagen van de 10e druk van de Stieler (1925) te zwaar aangezet wat de leesbaarheid niet ten goede komt. Deze 10e druk, die 108 kaarten telde en een register van 320.000 namen bevatte, verscheen tot 1944. Een nog uitgebreidere, internationale uitgave van de Stieler-atlas bleef met 84 van de geplande 114 kaarten onvoltooid.
Perthes is ook bekend door de publicatie van de volgende atlassen:
- Berghaus' Physikalischer Atlas (1848, 3e ed. 1892),
- Spruners Historisch-Geographischer Handatlas (1851 en later),
- Justus Perthes' Taschenatlanten (Taschenatlas, Taschenatlas vom Deutschen Reich, See - Atlas, Atlas Antiquus, Geschichtsatlas, Staatsbürger-Atlas),
- diverse schoolatlassen waaronder Sydow-Wagners Methodischer Schulatlas (1888; 23e (laatste) druk 1944).

Uitgeverij Bibliographisches Institut (BI) werd in 1826 gesticht door Carl Joseph Meyer (1796-1856) en is vooral bekend door de uitgave van zijn grote encyclopedie Meyers Lexikon. In 1984 fuseerde BI met concurrent F.A. Brockhaus (eveneens uitgever van naslagwerken). BI publiceerde in de 19e eeuw tal van grote wereldatlassen, waarvan de grootste was Grosser Hand-Atlas über alle Theile der Erde in 170 Karten (1843-60). De in de periode 1892-1945 door BI uitgegeven atlassen waren alle gebaseerd op het kaartenmateriaal uit Meyers Lexika en/of Meyers Reisebücher. De eerste atlas van grotere omvang die na de Tweede Wereldoorlog door het BI werd uitgegeven was Meyers Grosser Weltatlas uit 1970.
Niet onvermeld mag de door uitgeverij Carl Flemming uit Glogau gepubliceerde Vollständige Hand-Atlas der neueren Erdbeschreibung van Sohr blijven. Volgens sommige bronnen is Sohr een fictieve figuur, aan wie door Prof. Bonacker echter een lovend artikel werd gewijd. Deze atlas maakte Sohr samen met Heinrich Berghaus (1797-1884) en verscheen 1842-44 voor het eerst. De laatste, 9e druk (1902-06) bleef onvoltooid. De uitgeverij ging failliet tijdens de economische depressie in 1932.
De befaamde 19e-eeuwse cartograaf Heinrich Kiepert (1818-1899) redigeerde de grote atlas uit Weimar, maar zijn voornaamste activiteiten ontplooide hij voor uitgever Dietrich Reimer uit Berlijn. Vooral bekend is zijn daar gepubliceerde Atlas Antiquus (1859), die in honderdduizenden exemplaren over de gehele wereld zijn weg vond en zelfs in Nederlandse editie verscheen. Kieperts belangrijkste cartografische werk is zijn Neuer Handatlas uit 1860 (laatste - 3e - druk 1896).
Andrees Allgemeiner Handatlas (naar R. Andree, 1835-1912) is de grote handatlas van uitgever Velhagen & Klasing (opgericht 1835, overgenomen door uitgeverij Cornelsen in 1954 maar weggesaneerd rond 1990). De eerste druk van deze atlas verscheen in 1881, de omvangrijkste editie in 1930 (ruim 300.000 namen) en de laatste (een beknopte uitgave) in 1937. De atlas bezat een groter formaat dan de Stieler, had een rustiger kaartbeeld en een betere belettering. Cartografen die aan de "Andree" werkten, waren onder meer A. Scobel (1851-1912), G. Jungk (1861-1932), R. Köcher, E. Umbreit (1860-1904), A. Thomas (1860-1930), H. Mielisch (1849?-1925) en K. Tänzler (1858-1944). Een aantal kaarten werd echter elders getekend of gelithografeerd (Peip, Wagner & Debes, Sternkopf, Sulzer). Andere bekende titels van Velhagen & Klasing zijn:
- Putzgers Historischer Schulatlas uit 1877, genoemd naar F.W. Putzger (1849-1913),
- dezelfde als Historischer Weltatlas, 100e druk 1979,
- Grosser Volksatlas 1935,
- Grosser Wehratlas 1937.

De laatste van de grote Duitse handatlassen uit de 19e en de 1e helft van de 20e eeuw in dit artikel had evengoed de eerste kunnen zijn: Debes Neuer Handatlas (naar E. Debes (1840-1923)), 1895, laatste editie 1914, van de Geographische Anstalt Wagner & Debes in Leipzig. Deze atlas verscheen sinds 1935 als Columbus WeltAtlas, aangevuld met kaarten door Columbus Verlag P. Oestergaard (= 5e druk; 8e druk 1941) met nog een aantal naoorlogse, zij het beknoptere edities. Wagner & Debes werkte echter vooral in opdracht en leverde bijvoorbeeld de kaarten in de reisgidsen van Baedeker en de encyclopedieën van Pierer en Herder.
Ook na 1945 zijn er nog uitstekende Duitse atlassen verschenen, maar veelal nog niet half zo uitgebreid als Andrees of Stielers Handatlas hoewel vrijwel alle voorzien van het predicaat "gross". Voorbeelden zijn Der Grosse Bertelsmann Weltatlas uit 1961 (ook in Nederlandse editie bij Wolters verschenen als De Grote Wereldatlas) en de daaruit afgeleide Bertelsmann Atlas International uit 1963, de al genoemde Meyers Grosser Weltatlas, Herders Grosser Weltatlas uit 1968 en de werkelijk grote Die Erde - Meyers Grosskarten-Edition uit 1978. In de voormalige DDR verscheen in 1968 Haack Grosser Weltatlas. Sinds 1945 is er van een Duitse hegemonie op dit gebied echter geen sprake meer; deze is door de Engelsen en de Amerikanen overgenomen.

### Oostenrijk
De Oostenrijkse cartografie levert eveneens hoge kwaliteit vanuit een lange traditie, vooral door de publicaties van de Weense firma's Freytag & Berndt (later Freytag-Berndt u. Artaria) met de atlassen van Freytag en Hickmann, en Ed. Hölzel, bekend door de Kozenn-Atlas, een schoolatlas, die echter in vele landen ook als wereldatlas is uitgegeven.

### Groot-Brittannië

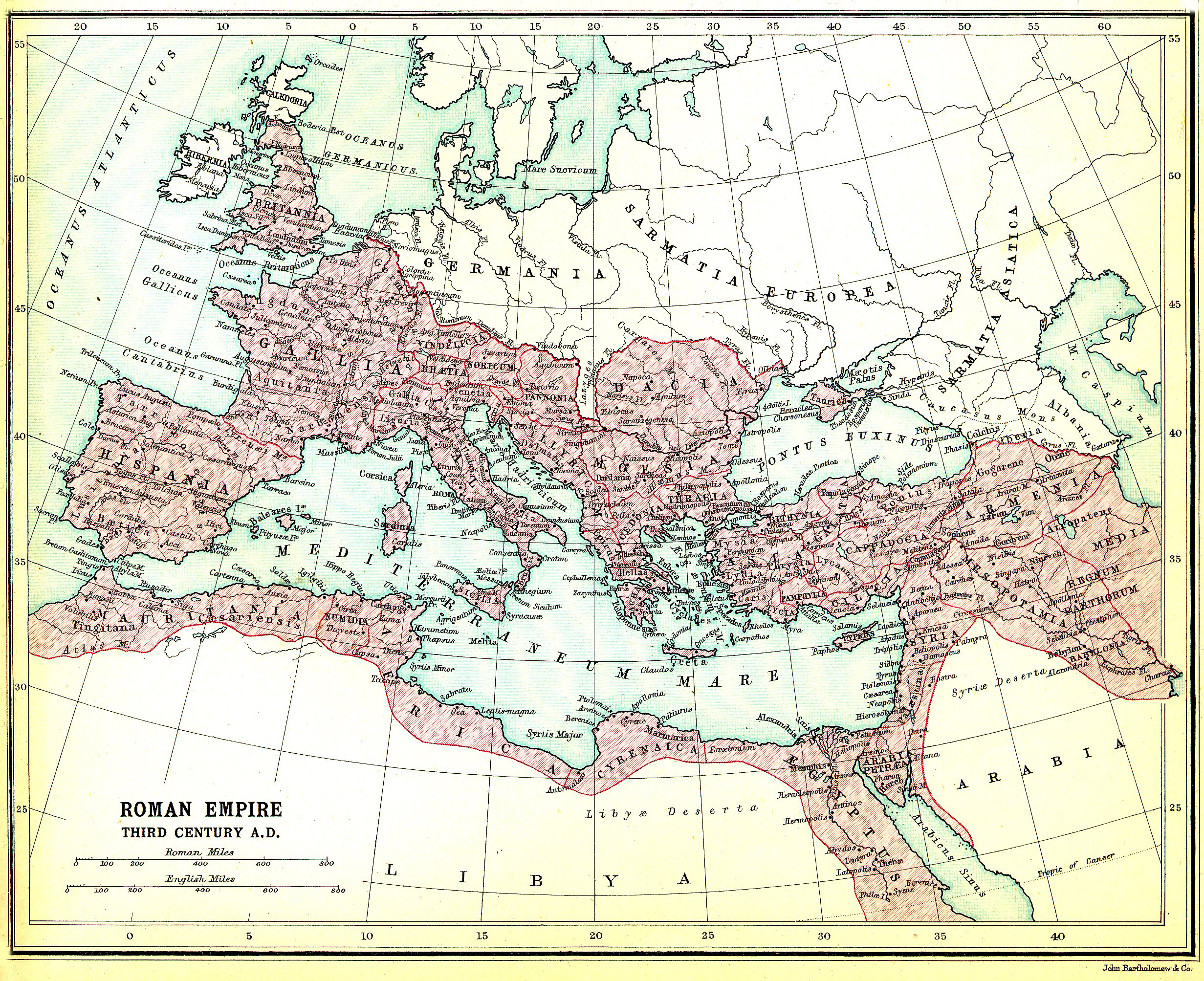
Britse kaart uit 1915 van het Romeinse Rijk in het jaar 200

De Britse cartografie dreef en drijft na 1850 op de publicaties van een drietal uitgeverijen:
- Bartholomew uit Edinburgh
- Johnston uit Edinburgh en
- Philip uit Londen.

Van Bartholomew moeten genoemd worden The Citizen's Atlas of the World (1898, 10e en laatste druk 1952) en bovenal The Times Survey Atlas of the World (1922, met 112 kaarten en ruim 200.000 namen, jarenlang de trots van de Britse cartografie) en de daaruit ontwikkelde The Times Atlas of the World. Mid-Century Edition (5 delen, 120 blad kaarten, 1955-59, uitgave in één deel 1967; verschenen in allerlei internationale edities). De millenniumeditie (1999) van de uitgave van 1967 wijkt echter geheel van zijn voorgangers af want is volledig met computercartografie vervaardigd. De 'Times Atlas' was vanaf 1895 tot 1900 (tot ongenoegen van Britse uitgevers) een bewerking van de Duitse Andrees Handatlas.
Van Johnston vallen te vermelden The Royal Atlas of modern geography uit 1861 en The Cosmographic Atlas ...  uit 1884. De bekendste atlas van Philip is Philips' (New) Handy General Atlas uit 1920, 4e druk 1934. De grootste atlas van deze uitgever is Philips' (New) Imperial Atlas uit 1890, nieuwe uitgave 1922 met 95 kaarten en 100.000 namen. In het algemeen halen deze werken het niet bij de kwaliteit van de Duitse atlascartografie in die periode. Een bijzondere eigenaardigheid van de Britse atlassen is de enorme verscheidenheid aan titels ("The Victoria Regina Atlas", "The M.P. Atlas", "The Multum In Parvo Atlas of the World", "The Unrivalled Atlas", "The Graphic Atlas"), voor vaak dezelfde inhoud.

### Frankrijk
De Franse atlascartografie nam in de 19de eeuw aanvankelijk sterk in betekenis af. Meest bekend zijn nog de Atlas universel de géographie ancienne et moderne van P. Lapie (1829, 50 krtn.), de Atlas universel de géographie physique, politique, ancienne et moderne van A.H. Brué: (1822, 37 krtn., verschenen tot 1875, 67 krtn.), de Nouvel atlas de géographie moderne van E. Cortambert (1864-1878, 50-66 krtn.) en de Atlas universel, physique, historique et politique de géographie ancienne et moderne van A.-H. Dufour (1856 en later, 40 krtn.).
Een hoogtepunt daarentegen was de Atlas universel de géographie van Vivien de Saint-Martin & Schrader (begonnen 1884, voltooid 1911, 90 krtn., 2de editie 1923, 80 krtn.), die wel vergeleken wordt met de grote Duitse atlassen uit die tijd. Uit dezelfde periode komen verdienstelijke publicaties als Schraders Atlas de géographie moderne uit 1889 (ook in een uitgebreide versie in Duitsland verschenen als Spamers Grosser Handatlas), Atlas général Vidal-Lablache uit 1900 en Atlas Niox. Slechts qua afmetingen groot is de Atlas International Larousse Politique et Économique uit 1950.

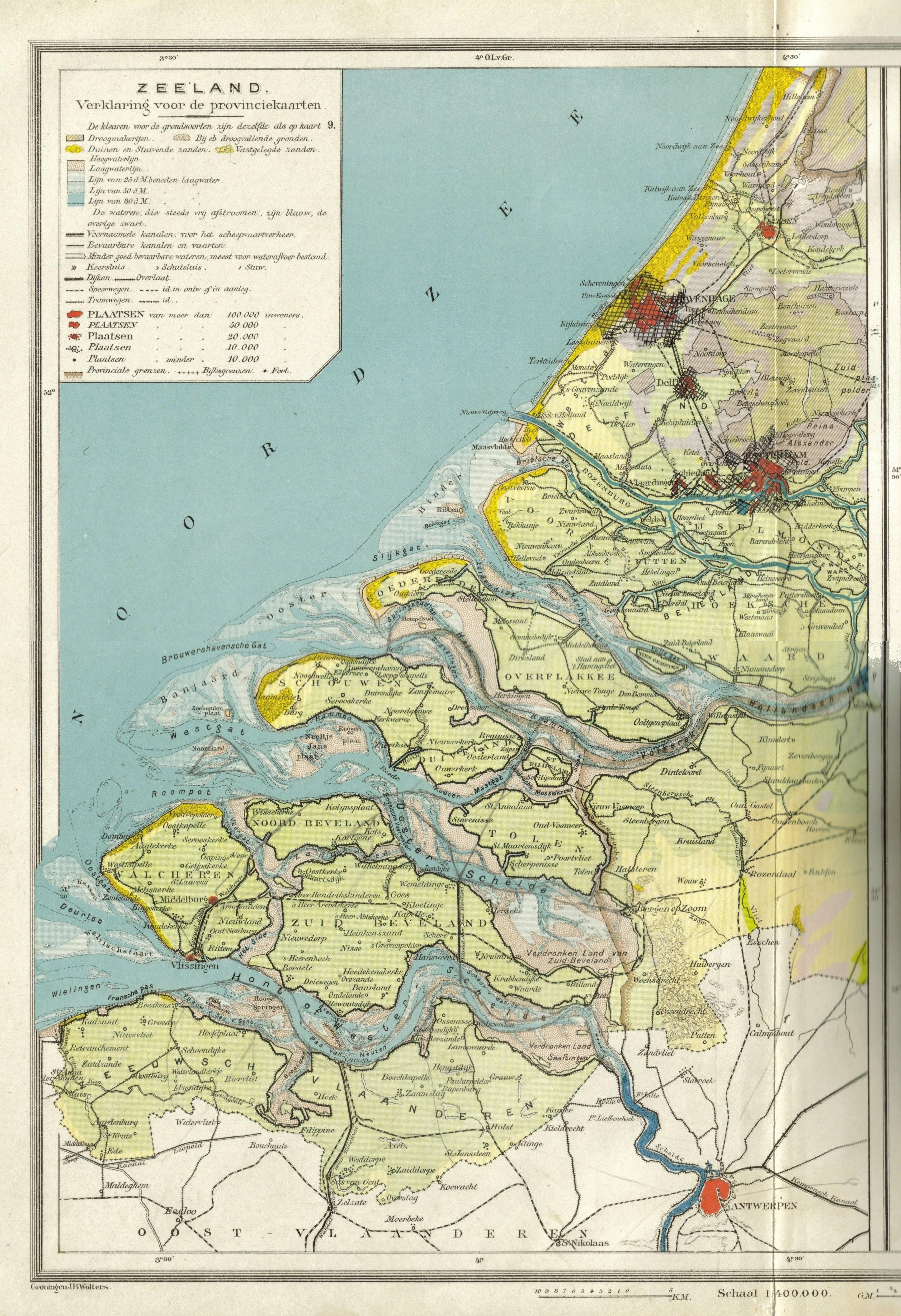
Nederlandse kaart uit 1910 van Zeeland

### Nederland
De Nederlandse atlascartografie heeft in de 19e en 20e eeuw weinig origineel werk opgeleverd. De wereldatlassen van Witkamp en Kuijper uit de 19e eeuw zijn doorgaans imitaties van Sydows of Stielers Schulatlas. Slechts een enkele titel kan de vergelijking met buitenlands werk doorstaan: de Historische atlas van Noord-Nederland van de XVI eeuw tot op heden (1865, 46 cm, 14 kaarten) van Gregorius Mees (1802-1883) en de Nieuwe Hand-atlas der Aarde (1855, 42 cm, 24 kaarten, totaal 8 edities) door Hendrik Frijlink (1800-1886), die echter ondanks het formaat maar een beperkt aantal kaarten tellen. Nog juist tot de Nederlandse atlascartografie te rekenen valt de 1827 te Brussel verschenen Atlas universelle de géographie physique, politique, statistique et minéralogique van de Belgische cartograaf Philippe Vandermaelen (1795-1869) in 6 foliodelen met 400 kaarten, alle op dezelfde schaal van 1:1.641.836.
In de 19e eeuw valt er in Nederland met de publicatie van een aantal redelijke schoolatlassen op cartografisch gebied een opleving te constateren. Dat zijn de atlassen van P.R. Bos (bij Wolters uitgegeven), R. Bos en van Bakker en Deelstra (bij Noordhoff gepubliceerd), J. van Wijk (bij Robas uitgegeven) en die van Beekman en Schuiling (bij Thieme) en Ten Have (bij Ykema). Maar dit zijn slechts schoolatlassen, hoewel de atlas van Beekman en Schuiling gezien de rijke inhoud het midden houdt tussen een wereldatlas en een schoolatlas.
In de 20e eeuw is er meestal sprake van in het buitenland vervaardigde vertalingen voor de Nederlandse markt, door onder andere Bartholomew, Rand McNally en Bertelsmann. Van eigen bodem zijn de in de zogenaamde Kompas-cartografie van de firma Smulders gevatte atlassen van Elsevier, King 1936-1996 (een cartografisch reclame-object) en Kompas zelf in de periode tussen 1935 en 1960. De belettering en de gebergteweergave van deze atlassen zijn onbeholpen. De kaarten in de atlas van De Bezige Bij uit 1951 zijn van Belgische oorsprong. Uit dezelfde hoek stamt de door diverse Nederlandse kranten rond 1940 in afleveringen gepubliceerde Wereldatlas, die in vergelijking met de hierboven genoemde Nederlandse producten zeer uitgebreid is, maar van even matige kwaliteit.

### Zwitserland
De Zwitserse cartografie houdt zich vooral bezig met de vervaardiging van routekaarten en heeft, na de atlas van Ziegler uit 1851 geen wereldatlas van betekenis meer voortgebracht. De bekendste uitgever van kaarten en plattegronden is daar Hallwag/Kümmerly & Frey in Bern. Wel zijn in Zwitserland goede schoolatlassen uitgegeven. Een bekende Zwitserse schoolatlas is de atlas van Wettstein, die werd uitgegeven in opdracht van 'der Sekundarschulen des Kantons Zürich' bij de Verlag der Erziehungsdirection.

### Verenigde Staten
De bekendste uitgever is hier Rand McNally in Chicago met Rand McNally's International Atlas uit 1969 en de opvolger daarvan, The New International Atlas uit 1981. Evenals de Britse Times verschenen deze in vele, waaronder ook Nederlandse, edities. De kaarten in deze uitgaven doen door de letterkeuze denken aan routekaarten. Ook de toepassing van boekdrukletters voor plaatsnamen, zoals dat op de kaarten van de bekende atlassen van Hammond gebeurt, moet minder geslaagd genoemd worden.

### Spanje
De eerste uitgebreide wereldatlas als product van Spaanse cartografie verscheen pas in de jaren vijftig van de twintigste eeuw, de Atlas Universal Aguilar (1954, met 116 blad kaarten, voorafgegaan door een atlas van Spanje; 6 edities tot 1968), uitgegeven door Aguilar, S.A. de Ediciones in Madrid, doch dit werk werd nog overtroffen door de driedelige folio-atlas van dezelfde uitgever, de Gran Atlas Aguilar (1969/70) met 406 pagina's geografische en thematische kaarten, wat formaat en inhoud betreft een van de meest omvangrijke wereldatlassen die na de Tweede Wereldoorlog zijn verschenen. Een beknopte uitgave hiervan heet Atlas Mundial Gráfico Aguilar (1976), die eveneens in Engelstalige edities is gepubliceerd.

### Rusland
Dat de Russische cartografie, die aanvankelijk op weinig origineel werk kon bogen - zo is bijvoorbeeld de Atlas Marxa uit 1905 grotendeels een vertaling van Debes' Handatlas - tot bijzondere prestaties kan komen, bewijst de grote Atlas Mira uit 1954. In 1967 verscheen een 2de, in 1999 een 3de editie van deze atlas (beide laatste ook in het Engels). Een soortgelijk Russisch project was eerder ten gevolge van oorlogsomstandigheden onvoltooid gebleven.

### Italië
Al deze naoorlogse werken worden overtroffen door de Italiaanse Atlante Internazionale del Touring Club Italiano, die voor het eerst in 1927 verscheen en zijn traditionele kaartbeeld van superieure belettering en terreinweergave ook na 1945 heeft behouden. Een andere bekende, maar minder uitgebreide Italiaanse atlas is de Grande Atlante Geografico van De Agostini (1922, 5e druk 1959), die ook in Duitse editie (Goldmanns Grosser Weltatlas (1955, 2e dr. 1963)) is verschenen.

### Polen
De Poolse cartografie is gebaseerd op een lange traditie maar de hoge kwaliteit van de Poolse atlassen bleef vrijwel onopgemerkt. Nog tamelijk bekend zijn twee Poolse wereldatlassen van Eugeniusz Romer (1871-1954): de Powszechny Atlas Geograficzny (= Algemene Geografische Atlas, Lwów en Warschau, 1928) en de omvangrijke Wielki Powszechny Atlas Geograficzny (= Grote Algemene Geografische Atlas), waarvan de eerste afleveringen verschenen in 1936, een project dat door de Tweede Wereldoorlog werd afgebroken. Uit een meer recent verleden stamt de kleinere Powszechny Atlas Świata (= Algemene Wereldatlas), uitgegeven door PPWK, Warschau in 1974. Maar de Atlas Świata (= Wereldatlas, 1962), geproduceerd door de Topografische Dienst van het Poolse leger, staat bovenaan. Dit belangrijke werk werd in een Engelse editie gepubliceerd door The Pergamon Press als Pergamon World Atlas in 1968; het bevat 380 pagina's kaarten met 150.000 namen. In de Engelse editie zijn extra kaarten van Groot-Brittannië en Canada toegevoegd.

### Tsjecho-Slowakije /Tsjechië
De bekendste wereldatlas uit Tsjecho-Slowakije is de Československý Vojenský Atlas (= Tsjechoslowaakse militaire atlas) uit 1965/66, met een geschiedsatlas die zeer gedetailleerd aandacht schenkt aan het verloop van vele veldslagen.

## 21e eeuw
Aan het eind van de 20e eeuw werden de productieprocessen voor atlassen geautomatiseerd. In eerste instantie betrof dit het digitaliseren van bestaande atlassen, zoals bijv. De Atlas van Nederland. Met behulp van  GIS werd het creëren van kaarten en atlassen echter naar een nieuw niveau getild. Cybercartografische atlassen zijn online dynamische, interactieve atlassen. Ze zijn multimedia en multisensorisch en presenteren naast kaarten ook informatie in een grote verscheidenheid aan formaten. De term 'atlas' wordt gebruikt als een metafoor voor de representatie van zowel kwantitatieve als kwalitatieve informatie die is georganiseerd op basis van locatie en maakt deel uit van de social-computing-revolutie die plaatsvindt in de algemene context van Web 2.0.